# Gruča, Ruda
Gruča (nemško Grutschen) je naselje v Občini Ruda v Okraju Velikovec na Koroškem v Avstriji.